# Sociograma

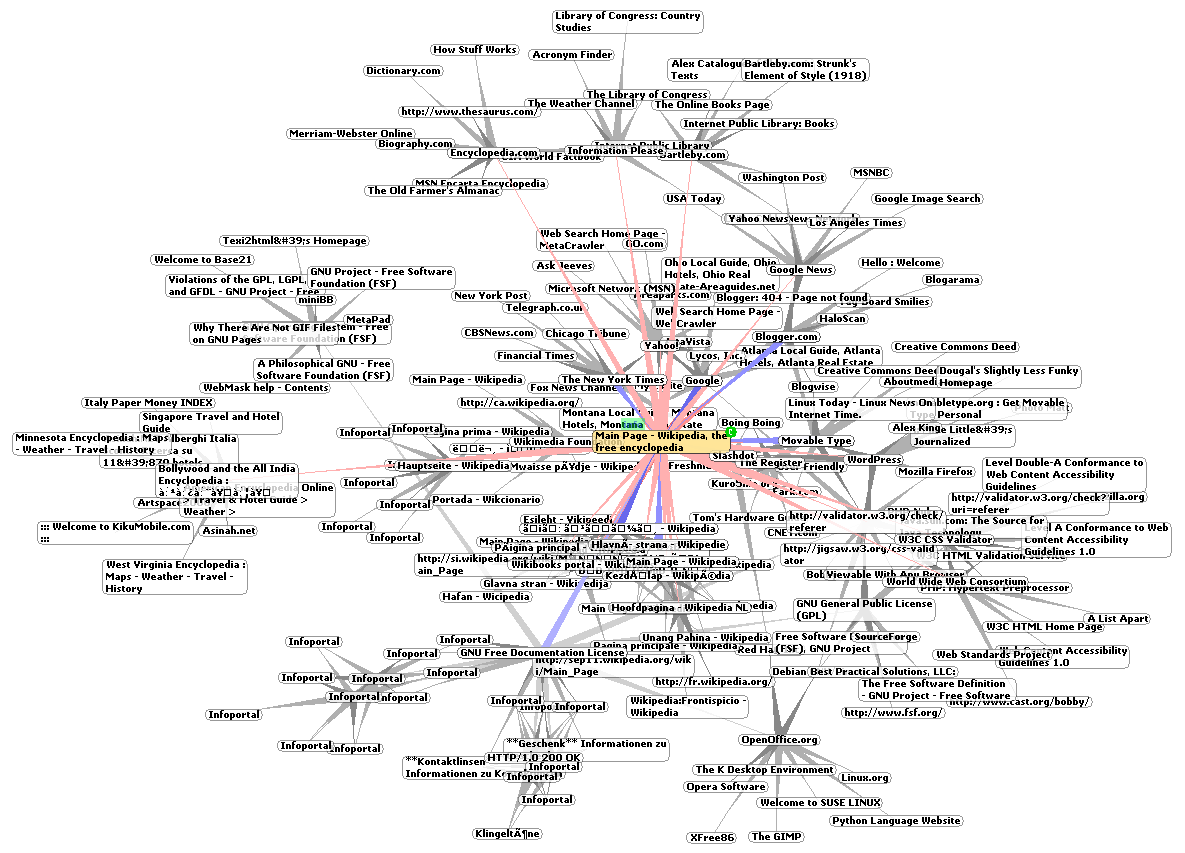
Wikipedia dentro del internet WWW

El sociograma es una técnica que pretende obtener una radiografía grupal, es decir, busca obtener de manera gráfica, mediante la observación y contextualización, las distintas relaciones entre sujetos que conforman un grupo, poniendo así de manifiesto los lazos de influencia y de preferencia que existen en el mismo. Este tipo de relaciones no son necesariamente formales, en la mayoría de los casos son informales.          

## Desarrollo
Jacob Levy Moreno desarrolla la técnica del sociograma a mediados de los años 30 como una herramienta con fines exploratorios y diagnósticos, orientado a lugares de enseñanza y laborales. Actualmente es ampliamente usada en diversos ámbitos organizacionales, desde pequeños colegios hasta empresas de gran importancia, es igualmente empleado en labores de inteligencia en función de detectar redes delictivas.
Una corta definición podría referirse a: "Son gráficos o herramientas empleadas para determinar la sociometría de un espacio social".